# Herpeperas atra
Herpeperas atra là một loài bướm đêm trong họ Noctuidae.